# Poecillastra crassiuscula
Poecillastra crassiuscula är en svampdjursart som först beskrevs av William Johnson Sollas 1886.  Poecillastra crassiuscula ingår i släktet Poecillastra och familjen Pachastrellidae. Inga underarter finns listade i Catalogue of Life.